# Смрт
Смрт је престанак живота, коначно и бесповратно прекидање свих животних активности које одржавају живи организам. Она може наступити природним следом унутрашњих процеса организма или услед дејства спољних фактора. Феномени који обично узрокују смрт обухватају старење, предација, неухрањеност, болест, самоубиство, убиство, гладовање, дехидрација, и удеси или велике повреде које резултирају у терминалној повреди. У већини случајева, тело живог организма почне да се распада убрзо након смрти.
Смрт — а посебно смрт људи — обично се сматра тужним или непријатним догађајем, услед наклоности према особом која је умрла, и због прекида социјалних и породичних вeза са преминулом особом. Остале забринутости обухватају страх од смрти, некрофобију, стрепњу, тугу, жалост, емоциони бол, депресију, симпатију, саосећање, усамљеност. Феномен смрти је вековима тумачен на различите начине у филозофији, религији, науци и уметности. Верници многих религија верују да смрт није крај и да душа наставља да живи загробним животом. Атеисти углавном сматрају да после смрти нема ничега.

## Медицински аспекти
Упркос бројним покушајима да се установи свеобухватна и прецизна дефиниција смрти, због комплексности виталних функција организма, ово се чини не у потпуности изводљивим. У прошлости је апсолутни знак смрти био престанак рада срца, мада се развитком техника оживљавања ово показало неадекватним. С друге стране, престанак мождане активности вегетативних центара организама се чини извесним показатељем инвијабилности даљих животних процеса, међутим, употреба апарата за одржавање у животу који омогућавају дисање и рад срца, као и исхрана интравенозним путем може да продужи живот организма у вегетативном стању.
У неким земљама клиничка пракса обавезује медицинске раднике да покушају оживљавање и у одсуству свих виталних функција, изузев у случајевима када је већ присутна мртвачка укоченост, мртвачке пеге, распадање, масивна критична штета интегументарног система, парцијална или потпуна декапитација, тешке повреде продужене мождине и/или малигна обољења (метастазе). Међутим, уколико је мозак био лишен кисеоника довољно дуго, смрт нервних центара у кори великог мозга која наступа чини даље покушаје излишним.

## Религијска веровања
Припадници неких религија, (хришћанство, ислам, итд.) верују да смрт није крај и да након смрти душа одлази у рај или пакао. Један од стожера хришћанства је вера у предстојеће и коначно васкрсење свих људи у новом, преображеном телу приликом другог Христовог доласка. Стари народи су веровали да смрћу одлазе у загробни живот (нпр. вечна ловишта, Јелисејска поља, Валхалу, итд.) и зато су своје мртве покопавали са накитом, оруђем и оружјем, потребним за тај нови живот. За владаре се често сматрало да смрћу долазе до Апотеозе, то јест да постају Божанства.
Постоје и религије, попут будизма, које не проповедају онострани живот.

## Филозофска схватања
Када је атински филозоф Сократ 399. године п. н. е. осуђен на смрт због „безбожништва” и „кварења омладине”, пред судијама је одржао своју чувену беседу о смрти:
| „        | Јер бојати се смрти, људи, није друго него мислити да си мудар, а ниси. То значи мислити да знаш оно што не знаш. Та нико не зна да ли није смрт управо највеће од свих добара за човека, а опет је се боје, као да сигурно знају да је највеће зло. И зар то није незнање, и то оно највише прекора вредно, кад неко мисли да зна оно што не зна? А ја, људи, баш се у томе и тиме разликујем од већине људи, па ако бих заиста рекао да сам у чему мудрији него други, рекао бих да сам у томе што, како не знам ништа о приликама у Хаду, и не мислим да шта знам ... Дакле, наместо онога зла за које знам да је зло, никад се нећу бојати и клонити онога о чему не знам није ли баш добро... Време је, судије, да ја пођем у смрт, а ви у живот. А ко од нас иде бољој судбини, то нико не зна. | ” |
| — Сократ | |   |

Иако су га пријатељи посећивали у тамници и наговарали на бекство (након што су подмитили чуваре), он одбија, сматрајући да не треба дуг и частан живот упрљати нечасном смрћу.
Платон је, на основу својег идеалистичког онтолошког става, тврдио да је смрт само одељивање душе од тела. Његово схватање кулминира у ставу да је смрт највише добро јер се управо помоћу ње душа може потпуно уздигнути до чисте врлине.
Епикур је заступао материјалистичку тезу да физичка смрт значи уједно и престанак свих психичких функција и да због тога према њој можемо бити потпуно равнодушни.
| „        | Јер док постојимо ми, нема смрти, а кад дође смрт, тада више нема нас. | ” |
| — Епикур |                                                                        |   |

Рано хришћанство смрт тумачи као казну, последицу прародитељског греха (Тертулијан, Августин, итд.). Каснији западни хришћански теолози (Тома Аквински, Дунс Скот) више истичу да је смрт повратак тела твари из које је створено, а душе у живот вечни.
Лајбниц сматра како смрт није ништа друго до постепена инволуција тела. Фихте смрт дијалектички повезује с рађањем и тврди да је она само корелативни појам према животу, тј. „негативна страна живота”. По Хегелу, смрт је највиша општост до које допире појединац. Феноменом смрти укинута је последња спољашњост природе, те је „само по себи бивствујући појам постао тиме за себе”. За Шопенхауера је смрт само „површни феномен”, којим се не решавамо метафизичког зла, јер њиме није уопште погођена јединствена, надиндивидуална воља, изван простора и времена. Смрт и рођење само су „вибрације” вечно живе идеје, па „кад умре човек, пропада, додуше, један свет, али само онај који он носи у глави”.
Георг Зимел (1858—1918), немачки филозоф идеалистичког правца, истиче да би "уместо својеврсног супротстављања живота и смрти требало истаћи како постоји јединствена бесконачна егзистенција у којој се смрт и живот преплићу као прстени „једног ланца”. Фридрих Ниче сматра да сам акт умирања није уопште толико важан колико му то филозофија и теологија приписују, и тврди да „не постоји баналнија ствар од смрти”. У делу Тако је говорио Заратустра изриче свој познати кредо: „Умри у прави час!”
| „              | Много их умире прекасно, а понеки умире и прерано. Још увек је свету страно учење: Умри у прави час! Дакако, онај ко никад не живи у прави час, како би икако могао умрети у прави час... Многоме не успева живот: отровни му црв нагриза срце. Нека барем настоји да му утолико боље успе смрт... Морали би доћи проповедници брзе смрти. | ” |
| — Фридрих Ниче | |   |

Филозофија егзистенције од Кјеркегора до Хајдегера и Камија, сматра феномен смрти једним од централних проблема целокупне филозофије, чак „јединим правим проблемом филозофије”, а забринутост, страх и „болест на смрт” постају битне преокупације западноевропског филозофирања.
| „                      | Смрт није излаз некуда напоље него пролом у дубину себе. | ” |
| — Константин Островски |                                                          |   |

## Старење
Биолошко старење се односи на сценарио кад живо биће има способност да преживи све несреће, али на крају умире због узрока који се односе на старост. Животињске и биљне ћелије се обично репродукују и функционишу током читавог периода природног постојања. Процес старења проистиче из погоршања ћелијске активности и рушења регуларног функционисања. Склоност ћелија ка постепеном погоршању и смртности значи да су ћелије природно осуђене на стабилан и дуготрајан губитак животних способности, чак и поред континуираних метаболичких реакција и одрживости. На пример, у Уједињеном Краљевству, девет десетина од свих смртних случајева који се свакодневно јављају, односи се на старење, док у свету то чини око две трећине. (Hayflick & Moody, 2003).
Скоро све животиње које преживе спољашње опасности њиховим биолошком функционисању коначно умру од биолошког старења, познатог у наукама о животи као „сенесценција”. Неки организми доживљавају занемарљиво старење, и чак испољавају биолошку бесмртност. Међу њима су медуза Turritopsis dohrnii, хидра, и планари. Неки од неприродних узрока смрти су самоубиство и хомицид. Од свих узрока, око 150.000 људи умре широм света сваког дана.
Физиолошка смрт се у данашње време посматра као процес, пре него као догађај: услови који се некад сматрали индикацијом смрти сада су реверзибилни. Где се у процесу ставља линија раздвајања између живота и смрти зависи од фактора који су изван присуства или одсуства виталних знакова. Генерално, клиничка смрт није неопходна нити довољна за детерминацију законске смрти. Пацијент коме раде срце и плућа, а за кога је утврђено да је мождано мртав, може да буде проглашен законски мртвим мада није дошло до клиничке смрти. Са напретком научног знања и медицине, формулисање прецизне медицинске дефиниције смрти постаје све теже.

## Узроци
| Најчешћи узроци смрти    | проценат |
| ------------------------ | -------- |
| Акутни инфракт миокарда  | 38,7%    |
| Инфекције                | 19,0%    |
| Канцер                   | 12,2%    |
| Повреде                  | 8,9%     |
| Плућне болести           | 6,3%     |
| Смрт по рођењу           | 4,4%     |
| Болести органа за варење | 3,5%     |
| Остало                   | 7,0%     |

Водећи узрок људске смрти у земљама у развоју су инфективне болести. Водећи узроци у развијеним земљама су атеросклероза (болест срца и мождани удар), канцер, и друге болести везане за гојазност и старење. Са изузетно широком маргином, највећи уједињавајући узрок смрти у развијеном свету је биолошко старење, које доводи до разних компликација познатих као болести везане за старење. Ови услови узрокују губитак хомеостазе, што доводи до срчаног застоја, узрокује губитак кисеоника и снабдевања нутријентима, узрокује неповратну детериорацију мозга и других ткива. Од око 150.000 људи који умру сваког дана широм света, око две трећине умре од узрока везаних за старост. У индустријализованим нацијама, пропорција је знатно већа, приближава се нивоу од 90 %. Са побољшаном медицинским могућностима, умирање је постало стање којим је у знатној мери могуће управљати. Кућне смрти, некад уобичајене, сада су ретке у развијеном свету.
У земљама у развоју, инфериорни санитарни услови и недовољни приступ модерној медицинској технологији чини смрт услед инфективних болести чешћом него у развијенима земљама. Једна таква болест је туберкулоза, бактеријска болест која је усмртила 1,8 милиона људи 2015. године. Маларија узрокује око 400—900 милиона случајева грознице и 1—3 милиона смртних случајева годишње. Број преминулих услед сиде у Африци ће вероватно досећи 90—100 милиона до 2025. године.
Према Жану Циглеру (специјалном репортеру Уједињених нација о Праву на храну, 2000 — Мар 2008), морталитет услед неухрањености износио је 58 % укупног морталитета 2006. године. Циглер наводи да је широм света око 62 милиона људи умрло од свих узрока и да је од тога 36 милиона умрло од глади или болести узрокованих мањком микронутријената.
Пушење дувана је усмртило око 100 милиона људи широм света током 20. века и могуће је да ће убити 1 милијарду људи током 21. века, упозорава извештај Светске здравствене организације.
Многи водећи узроци смрти развијеног света могу бити одложени путем адекватне исхране и физичке активности, мада повећана учесталост болести са узрастом још увек намеће ограничења на људску дуговечност. Еволуциони узроци старења у најбољем случају само тек почињу да буду разјашњени. Предложено је да директна интервенција у процес старења може сада бити најефикаснија интервенција против главних узрока смрти.
Селје је предложио уједињени неспецифични приступ многим узроцима смрти. Он је демонстрирао да стрес смањује прилагодљивост организма и предложио је да се адаптибилност опише као посебан ресурс, адаптациона енергија. Животиња умире кад се тај ресурс исцрпи. Селје је претпоставио да прилагодљивост има коначне залихе, манифестоване при рођењу. Касније је Голдстон предложио концепт продукције или стицања адаптационе енергије која може бити ускладиштена (до неке мере), као капитална резерва адаптације. У недавним радовима, адаптациона енергија се сматра унутрашњом координатом на „доминантном путу” у моделу адаптације. Показано је да осцилације благостања настају када је резерва прилагодљивости готово исцрпљена.
Године 2012. је самоубиство премашило саобраћајне удесе као водећи узрок људске смртности у САД, чему следе тровање, падови и убиства. Узроци смрти су различити у различитим деловима света. У земљама са високим и средњим приходима скоро половина до више од две трећине свих људи живи више од 70 година и углавном умире од хроничних болести. У земљама са ниским приходима, где мање од једног у пет од свих људи достиже 70 година старости, а више од трећине свих смртних случајева је међу децом млађом од 15 година, људи претежно умиру од заразних болести.